# Daniel Luipert
Daniel Luipert, auch Daniël Luipert (* 7. Februar 1937 in Fransfontein, Südwestafrika), ist ein ehemaliger namibischer Politiker der Demokratischen Turnhallenallianz (DTA). Er war von 1989 bis 1990 Mitglied der Verfassunggebenden Versammlung Namibias und anschließend von 1990 bis 2000 Mitglied der Nationalversammlung.
Luipert machte 1961 seinen schulischen Abschluss ab Augustineum in Okahandja. 1964 folgte ein B.A. an der Universität von Natal in Südafrika. Luipert kehrte nach Namibia zurück und war von 1968 bis 1974 Vizeinspektor für Schulen in Keetmanshoop. 1975 führte er die Nama als einer der Anführer der Nama Alliance Party in die Turnhallenkonferenz.
Vom 1. Juni 1985 bis Mai 1989 war er Führer des Namalandes. Seit 1986 ist Luipert Kaptein der Swartbooi mit Sitz in Fransfontein. Nach dem Verlust seines Abgeordnetenmandats schloss er sich nach dem Jahr 2000 der SWAPO an.